# Douze heures pour mourir
Pour plus de détails, voir Fiche technique et Distribution.
Douze heures pour mourir est un téléfilm policier français réalisé par Abder Isker, d’après un scénario de Jack Jacquine.

## Synopsis
Racket et prostitution avec flics et voyous dans le milieu du Pigalle des années 70 …

## Fiche technique
- Scénario : Jack Jacquine
- Réalisateur : Abder Isker
- Genre :  Policier
- Production :  Antenne 2
- Création : ( France)
- Durée :  90’
- Diffusion : 1978 ( France)

## Distribution
- Féodor Atkine : Milo le jockey
- Claude Brosset : Rico Gomez
- Marina Vlady : Marceline Dorval
- Mylène Demongeot : Germaine
- Gérard Darmon : Pépé Gomez
- Jacques Dacqmine : Le commissaire Polak
- Bernard Pinet :  L’inspecteur